# Ротшильд, Джеймс Майер
Джеймс (Якоб) Майер Ротшильд (15 мая 1792  — 15 ноября 1868) — самый младший из сыновей Майера Амшеля Ротшильда, банкир и предприниматель.

## Биография
В 1812 году молодой Джеймс открыл в Париже фирму «MM. de Rothschild Frères» (Братья Ротшильды).
Тогда, в самом начале своей деятельности Джеймс Ротшильд — только агент брата Натана в Париже. Но со временем он глубже вник в финансовые дела родового банка и смог самостоятельно принимать участие в крупных государственных займах и делах промышленных предприятий. Он быстро установил добрые отношения с Бурбонами. Когда в результате июльской революции Бурбонов свергают, молодому банкиру удалось войти в контакт и с буржуазным королём Луи Филиппом.
Джеймс оказался наиболее успешным в делах, и после смерти брата Натана в 1836 году к нему переходит руководство делом Ротшильдов. Он ввёл своих братьев и племянников в «эру промышленной революции». В тридцатые и сороковые годы XIX века Джеймс финансирует очень крупные инвестиционные проекты: строительство железнодорожной сети вокруг Парижа и на севере Франции. Его банк помогает Национальному банку Франции преодолеть монетарный кризис, предоставляя достаточное количество золота для того, чтобы обеспечить покрытие выпускаемых денег.
Младшее поколение Ротшильдов называет его «Великим Бароном». Его главное увлечение — коллекционирование картин и прочих произведений искусства. Во время Крымской войны 1853—1856 годов Джеймс Майер Ротшильд помогает еврейской общине Палестины, построив в Иерусалиме первый современный медицинский еврейский центр — больницу имени Майера Ротшильда. Кроме того, он становится учредителем фонда помощи вдовам Палестины, основывает там же профессиональное училище и строит социальные дома для беженцев.
За четверть века Джеймс стал вторым из самых богатых людей Франции, лишь состояние короля было больше. Его клиентами были монархи Европы, состояния которых были значительно увеличены при посредничестве Ротшильдов.
Благодаря Джеймсу Ротшильду сумел избежать полного разорения и затем финансировать свои издания А. И. Герцен. После того, как писатель отказался по требованию царя вернуться в Россию, по решению Петербургского уголовного суда от 18 декабря 1850 года Герцена лишили «всех прав состояния» и объявили «вечным изгнанником». Однако ещё до вынесения приговора по негласному распоряжению царя был наложен арест на имущество изгнанника в России.
Чтобы сохранить хоть часть имущества, Герцен обналичил у Джеймса Ротшильда полученные под залог наследственного имения «билеты московской сохранной казны». Банкир легко помог писателю получить первую часть денег, а дальше агент парижского банка Гассер столкнулся с отказом русских чиновников платить по вполне законным документам. Представитель Ротшильда добился аудиенции у министра иностранных дел Нессельроде, который сообщил об аресте имущества Герцена. Тогда писатель решил сыграть на самолюбии Ротшильда:

Для меня, — сказал я ему, — мало удивительного в том, что Николай, в наказание мне, хочет стянуть деньги моей матери или меня поймать ими на удочку; но я не мог себе представить, чтоб ваше имя имело так мало веса в России. Билеты ваши, а не моей матери; подписываясь на них, она их передала предъявителю (au porteur), но с тех пор, как вы расписались на них, этот porteur — вы, и вам-то нагло отвечают: «Деньги ваши, но барин платить не велел».— Герцен А.И. Император Джемс Ротшильд и банкир Николай Романов // Былое и думы. Часть пятая. Париж-Италия-Париж (1847-1852), ГЛАВА XXXIX. — М.: ГИХЛ, 1958.
Ротшильд отказался принять во внимание тайные расчёты царя в ущерб репутации своего банка. Графа Нессельроде предупредили, что либо Ротшильду будет выплачена причитающаяся сумма, либо он предаст гласности факт неплатежеспособности царя. Николай I был вынужден выплатить деньги неблагонадежному писателю.
11 июля 1824 года Ротшильд женился на своей племяннице Бетти Ротшильд, у них было пятеро детей: Шарлотта (1825), Майер Альфонс (1827), Густав Самуэль (1829), Саломон Джеймс (1835) и Эдмунд Бенджамин (1845).
Умер 15 ноября 1868 года, похоронен на кладбище Пер-Лашез. Когда Джеймс Майер Ротшильд умер, газета «Кёльнише цайтунг» сообщила, что он «прибыл в Париж с одним миллионом франков, а оставил после себя состояние в два миллиарда».